# Les Deux Légionnaires
Pour plus de détails, voir Fiche technique et Distribution.
Les Deux Légionnaires (titre original : Beau Hunks) est un film américain en noir et blanc réalisé par James W. Horne, sorti en 1931.
Il met en scène le duo comique Laurel et Hardy. Un remake partiel sera tourné par le duo en 1936 : Laurel et Hardy conscrits.

## Synopsis
Pour permettre à Oliver d'oublier un chagrin d'amour, Stan et Oliver s'engagent dans la Légion étrangère où ils découvrent que la jeune femme objet du tourment d'Oliver, est en fait mariée à un légionnaire. Nos deux compères décident dès lors d'annoncer au colonel qu'ils ne veulent plus rester dans la Légion. Ils se retrouvent dans le Rif où ils repoussent des arabes attaquant un fort. 

## Fiche technique
- Titre original : Beau Hunks
- Titre français : Les Deux Légionnaires
- Réalisation : James W. Horne
- Scénario : H. M. Walker (dialogues)
- Photographie : Art Lloyd et Jack Stevens
- Montage : Richard C. Currier
- Ingénieur du son : Elmer Raguse
- Producteur : Hal Roach
- Société de production : Hal Roach Studios
- Société de distribution : Metro-Goldwyn-Mayer
- Pays de production :  États-Unis
- Langue originale : anglais américain
- Format : noir et blanc — 35 mm — 1,37:1 — film sonore
- Genre : comédie militaire
- Durée : 37 minutes (quatre bobines)
- Date de sortie : 
  - États-Unis : 12 décembre 1931
- Affiche : Roger Cartier (France)

## Distribution
Source principale de la distribution :
- Stan Laurel (VF : Gérard Le Moro) : Stanley
- Oliver Hardy (VF : Alain Roux) : Oliver Hardy
- James W. Horne[3] : le chef de la "Riff Raff"
- Charles Middleton : le commandant
- Broderick O'Farrell[4] : le commandant de Fort Arid
- Harry Schultz : le capitaine Schultz

Acteurs non crédités

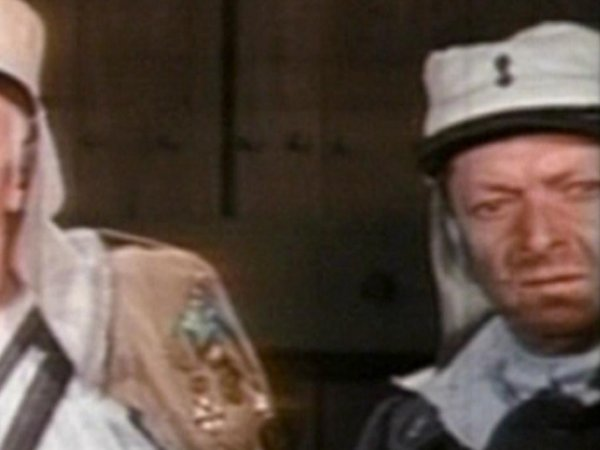
Leo Sulky dans une scène du film.

- Billy Bletcher : une nouvelle recrue
- Baldwin Cooke : une nouvelle recrue
- Gordon Douglas : un légionnaire de Fort Arid
- Dick Gilbert : une nouvelle recrue
- Charlie Hall : une nouvelle recrue
- Jean Harlow : Jeanie-Weenie sur la photographie
- Marvin Hatley : un indigène du Riff
- Jack Hill : un indigène du Riff
- Ham Kinsey : une nouvelle recrue
- Bob Kortman : une nouvelle recrue
- Sam Lufkin : un indigène du Riff
- Oscar Morgan : une nouvelle recrue
- Tiny Sandford : un officier de la légion
- Leo Sulky : un légionnaire / un soldat arabe
- Buster Wiles : un indigène
- Leo Willis : une nouvelle recrue